# دامنه صوری

دامنه صوری

دامنهٔ صوری (به انگلیسی: Domain fronting) یک روش برای دسترسی به منابع مسدود شده توسط شبکه با استفاده از مخفی نگه داشتن مقصد نهایی درخواست در پروتکل HTTP است. هنگامی که آدرس یک سایت را در مرورگر خود وارد می‌کنید ابتدا آدرس میزبان طی یک درخواست DNS پیدا می‌شود. سپس درخواست HTTP به سرور مربوط ارسال می‌شود. در این درخواست، نام دامنه در قسمت header به سرور ارسال می‌شود. در صورتی که از پروتکل HTTPS استفاده شود اطلاعات از جمله header غیرقابل خوانش توسط سرورهای میانی شبکه است.
فرض کنید دو آدرس دامنه A.com و B.com روی یک سرور میزبانی شده باشند. آدرس A.com توسط سرویس دهنده اینترنت مسدود شده باشد و آدرس B.com همچنان قابل دسترس باشد. در این صورت با ارسال درخواستی به آدرس B.com که قسمت header آن دستکاری شده باشد و در آن دامنه A.com درخواست شده باشد، سرور درخواست را مربوط به دامنه A.com در نظر می‌گیرد و اطلاعات خواسته شده را روی دامنه B.com برای درخواست دهنده ارسال می‌کند.

## نحوه کار تکنیک Domain Fronting
تکنیک Domain Fronting روشی که به برنامه نویسان اجازه می‌دهد تا از گوگل به عنوان یک پروکسی استفاده کنند و درواقع ترافیک خود را از سرورهای دامنه Google.com عبور دهند. استفاده از این ترفند برای دور زدن فیلترینگ‌هایی که توسط دولت‌ها اعمال می‌شده‌است کاربرد زیادی داشته‌است.